# Scheneb
Scheneb (altägyptisch: šnb) war die im Alten Ägypten gebräuchliche Bezeichnung für gerade Naturtrompeten, die zu militärischen Zwecken verwendet wurden. Zwei original erhaltene Exemplare stammen aus dem Grabschatz des Pharaos Tutanchamun (Regierungszeit um 1332–1323 v. Chr.). Sie sind Bestandteil von über 5000 Fundstücken aus dessen Grab KV62 im Tal der Könige.

## Herkunft und Bauform

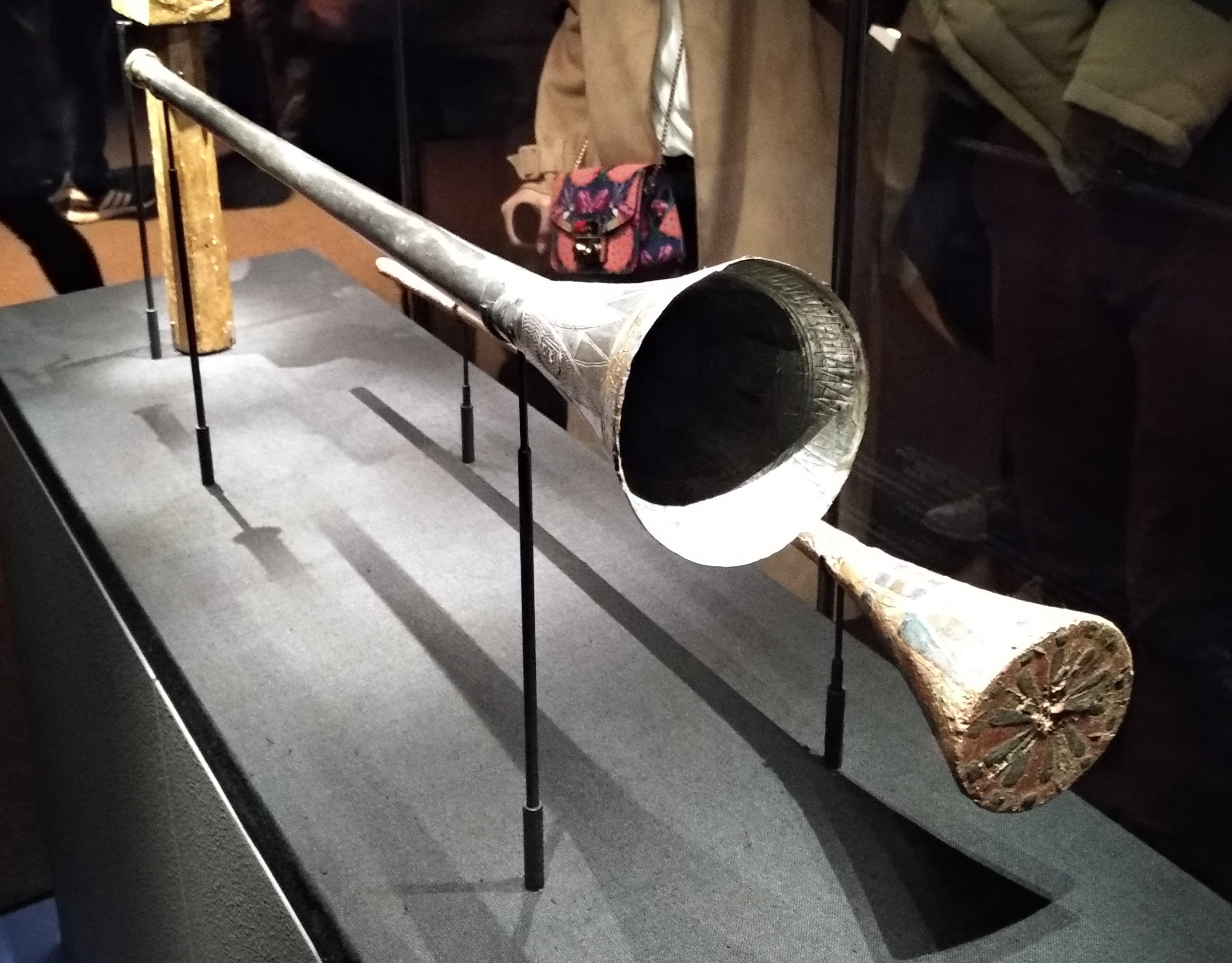
Silberne Trompete aus dem Grab des Tutanchamun mit Transportsicherung aus Holz (Fund-Nr. 175)

Die älteste ägyptische Darstellung eines trompetenartigen Blasinstruments ist vielleicht schon seit dem Alten Reich belegt. Ein Relief im Grab des Kagemni (um 2300 v. Chr.) zeigt einen Mann am Bug eines Bootes stehend, der einen konischen Gegenstand an den Mund hält. Das Relief selbst, vor allem aber das Objekt, ist leicht zerstört, so dass keine Details mehr ausgemacht werden können.
Die erste gesicherte Abbildung einer Trompete stammt erst aus dem Neuen Reich (ca. 1550–1070 v. Chr.). Im Totentempel der Königin Hatschepsut (um 1467–1445 v. Chr.) in Deir el-Bahari erscheint auf einem Relief ein Trompetenspieler in einer Militärparade. Vergleichbare Darstellungen sind in der Folgezeit mehrmals belegt, wobei der Trompetenspieler meist von einem Trommler begleitet wird. Neben dem Militär erscheinen Trompeter bei der Darstellung der Aufrichtung eines Obelisken und als Begleiter bei religiösen Prozessionen.
Es gibt heute nur noch zwei original erhaltene ägyptische Trompeten. Diese sind Fundstücke aus dem Grab des Tutanchamun, das 1922 von Howard Carter entdeckt wurde, und sind die ältesten heute noch erhaltenen Blechblasinstrumente: eine etwa 58 cm lange Naturtrompete aus Silber- und eine etwa 50 cm lange Trompete aus Bronzeblech, teilweise vergoldet. Zusammen mit diesen Blasinstrumenten wurden auch die dazugehörigen Einsätze zur Transportsicherung aus bemaltem Holz gefunden. Eine weitere Trompete fand sich im kuschitischen Tempel von al-Musawwarat as-sufra und datiert um 200 v. Chr.
Mit der üblichen Blastechnik lassen sich zwei Töne produzieren, was für ein Signalinstrument ausreichend ist, die Scheneb aber nicht als Musikinstrument qualifiziert. Sie muss schrill geklungen haben, denn Plutarch vergleicht ihren Klang mit Eselsgeschrei.